# ライフライク
ライフライク（Life-Like、Life-Like Products LLC ）は、アメリカの模型メーカー・ウォルサーズ傘下の模型メーカー。かつては独立したプラスチック成型メーカー（Life-Like Products, Inc ）であった。メリーランド州ボルチモアに拠点を置く。

## 概要・歴史
主にHOスケールにて直流二線式の鉄道模型とスロットカーを生産する。
1950年代に創業した当初は発泡プラスチックを用いたアイスボックスを「リフォーム」（Lifoam）の商標で生産していた。アイスボックスは夏季向け商品であり、工場の稼動期間が限られてしまうため会社では通年製造・販売が可能な製品を求めていた。このころ鉄道模型が一般に普及しはじめたため、会社はこれに参入することにした。鉄道模型のアクセサリーとして最初に発泡プラスチック製のトンネルを生産し、その後鉄道模型のアクセサリー製品を順次発売して行った。1960年代後半にはついに車両の生産も開始し、1970年代に入ると鉄道模型メーカーのバーニー社の生産ラインを買収し、生産を引き継いだ。
2000年にリフォーム・インダストリーズ社（Lifoam Industries, LLC ）を設立し、2005年にアイスボックスやクーラーボックスなどの発泡プラスチック部門をリフォーム・インダストリーズ社へ移動した。模型部門はウォルサーズに売却され、ライフライク・プロダクツ有限責任会社（Life-Like Products LLC ）となる。

## 製品

### 鉄道模型
同社の鉄道模型製品はアメリカ合衆国やカナダの車両に特化している。鉄道模型愛好者にはプロト1000（Proto 1000）とプロト2000（Proto 2000）の名称で、高品質の鉄道模型として知られている。かつての機関車製品はアサーンのコピーであり、近年の製品はカトーのコピーであるため、補修部品の入手は容易である。購入後に部品を取り付けることなく、直ぐに線路に載せて走らせることが出来る「RTR」と呼ばれる製品を送り出している。ウォルサーズによる買収後はプロトシリーズはウォルサーズブランドとなったが、ここではプロトシリーズについても記述する。

#### プロト2000
1989年よりスタートした細密仕様の製品群。初期の製品であるEMD BL2、GP18、GP20、ALCO FA-2などは動力機構が不安定で、走行させると異音が鳴り、ギヤが割れるなどのトラブルに悩まされた。会社ではこのような製品を購入してしまった愛好者のために、代替品に無料で交換するサービスを行なっていた。ウォルサーズによる買収以後もこのサービスは継続されている。1996年からは従来機関車のみであった製品群に貨車が加えられた。この貨車も機関車同様、細かい部品の紛失の心配の無い「RTR」である。

#### プロト1000
アサーン製品と競合させるために、プロト2000よりも細密度を抑えて低コスト・低価格を狙った製品群。たとえばグラブアイアン（手すり）などはプロト2000では別部品を取り付けていたが、プロト1000では車体と一体成型で済ましている。経験の少ない愛好者のために低価格ではあるが魅力的なラインナップを揃えている。動力機構はプロト2000と同一仕様となっており、プロト2000シリーズより細かい表現を落し、価格を抑えた兄弟製品である。
プロト1000の主な製品は、バッドのRDCシリーズや、ALCO RS-2、フェアバンクス・モース エリービルト、EMD F3などである。
ライフライクのカナダの代理店であるカナディアン・ホビークラフト（Canadian Hobbycraft）では、カナダの車両をプロトタイプとするHOスケール車両製品に抜け目があることに気付いていた。ライフライクではカナディアン・ホビークラフト向けとしてFM Cライナー（CFA-16-4）、MLWのRS-10・RS-18を生産した。これらはプロト2000仕様でつくられていたがプロト1000として発売された。これらの製品の金型に少し手を加え、アメリカの各鉄道会社の塗装を施してアメリカ向けとしても発売した。

#### ライフライク・トレインズ
鉄道模型入門者や初心者向けとして、プロトシリーズに比べ低品質の車両と線路、電源装置、アクセサリーをまとめた「トレインセット」を展開する。これはプロトシリーズ開始前に生産していたもので、HOスケールではセット以外に、線路やストラクチャー、アクセサリー類も展開する。その他Nスケールの線路とストラクチャーも展開する。
プロトシリーズ開始後、トレインセットの連結器はケーディーカプラーに変更され、塗装も良くなった。また台車も変更され、転がりがよくなるなど全体的に品質が向上した。

### スロットカー

#### ライフライク・レーシング
HOスケール（1/64スケール）のスロットカーを「Fast Tracker」の名称で展開する。1990年代初期に参入。ライフライク・トレインズと組み合わせた踏切を備えたコースを作ることができる。

### かつての製品

#### ライフライク・ホビーキット
1960年代にアメリカのパイロ社（Pyro ）が生産していた船や自動車、航空機、動物などのプラモデルを、1970年代に発売していた。